# Amar Benikhlef

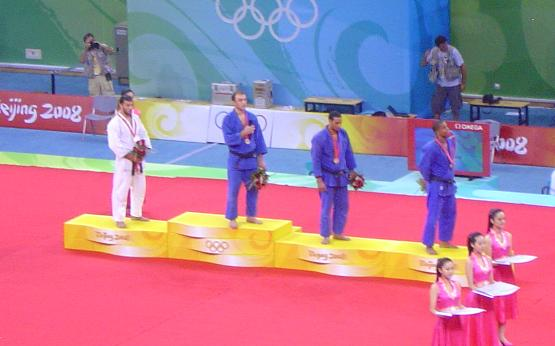
Siegerehrung bei den Olympischen Spielen 2008 (von links nach rechts): Amar Benikhlef, Irakli Zirekidse, Hesham Mesbah, Sergei Aschwanden

Amar Benikhlef (arabisch عمار بن خليف, DMG ʿAmmār b. Ḫulaif; * 11. Januar 1982 in Algier) ist ein ehemaliger algerischer Judoka, der 2008 eine olympische Silbermedaille gewann.

## Sportliche Karriere
Der 1,86 m große Benikhlef begann seine Karriere im Halbmittelgewicht, der Gewichtsklasse bis 81 Kilogramm. 2004 gewann er den Titel bei den Afrikameisterschaften in Tunis. Bei den Olympischen Spielen 2004 in Athen schied er in seinem zweiten Kampf gegen den Deutschen Florian Wanner aus.
Ab 2006 kämpfte Benikhlef überwiegend im Mittelgewicht, der Gewichtsklasse bis 90 Kilogramm. Bei den Afrikameisterschaften 2006 gewann er eine Bronzemedaille. Im Jahr darauf erreichte er das Finale bei den Afrikaspielen 2007 in Algier, verlor dort aber gegen den Ägypter Hesham Mesbah. 2008 trafen Benikhlef und Mesbah im Finale der Afrikameisterschaften in Agadir aufeinander, diesmal gewann Benikhlef.
Bei den Olympischen Spielen 2008 in Peking besiegte Amar Benikhlef in seinem ersten Kampf den Marokkaner Mohamed El Assri mit Yuko, im Achtelfinale gewann er gegen den Spanier David Alarza nach 3:54 Minuten. Das Viertelfinale gegen den Schweizer Sergei Aschwanden entschied Benikhlef mit einer Koka-Wertung für sich, im Halbfinale schlug er den Franzosen Yves-Matthieu Dafreville nach 4:44 Minuten. Im Finale siegte der Georgier Irakli Zirekidse durch eine Strafe für Benikhlef.
2009 gewann Benikhlef eine Bronzemedaille im Halbschwergewicht bei den Mittelmeerspielen. 2010 und 2011 siegte er jeweils im Mittelgewicht bei den Afrikameisterschaften. 2012 und 2013 erkämpfte Benikhlef je eine Bronzemedaille bei den Afrikameisterschaften.